# Stormningen av Peenemünde skans
Stormningen av Peenemünde skans utkämpades under det stora nordiska kriget när preussiska och sachsiska trupper stormade den svenska skansen vid Peenemünde den 21 augusti 1715, och som erövrades dagen därpå.